# Moïse sauvé des eaux (Véronèse, Lyon)
Pour les articles homonymes, voir Moïse sauvé des eaux.
Moïse sauvé des eaux est un tableau du peintre Paul Véronèse, de son vrai nom Paolo Caliari. C’est une huile sur toile de 119x115, réalisée vers 1581. Elle est exposée à ce jour au musée des Beaux-Arts de Lyon. Le peintre a effectué le tableau à la fin de sa vie et à son apogée picturale.
Daté de 1581, le thème biblique (Livre de l'Exode 2 : 3-6) du sauvetage de Moïse fut traité de nombreuses fois par Véronèse. Le tableau serait l’œuvre presque entièrement originale du peintre. En effet, plus de huit variantes existent sur le même thème et ont été réalisées par l’entourage du peintre et par lui-même. La version exposée au musée de Lyon est la plus petite, et souvent les spécialistes la considèrent comme l’étape préparatoire à celle exposée dans la Gemäldegalerie Alte Meister à Dresde, en Allemagne (Moïse sauvé des eaux, de dimension 178 x 277).
En 1815, on croyait que le peintre Véronèse avait voulu représenter sa famille sous les traits des personnages de son tableau.

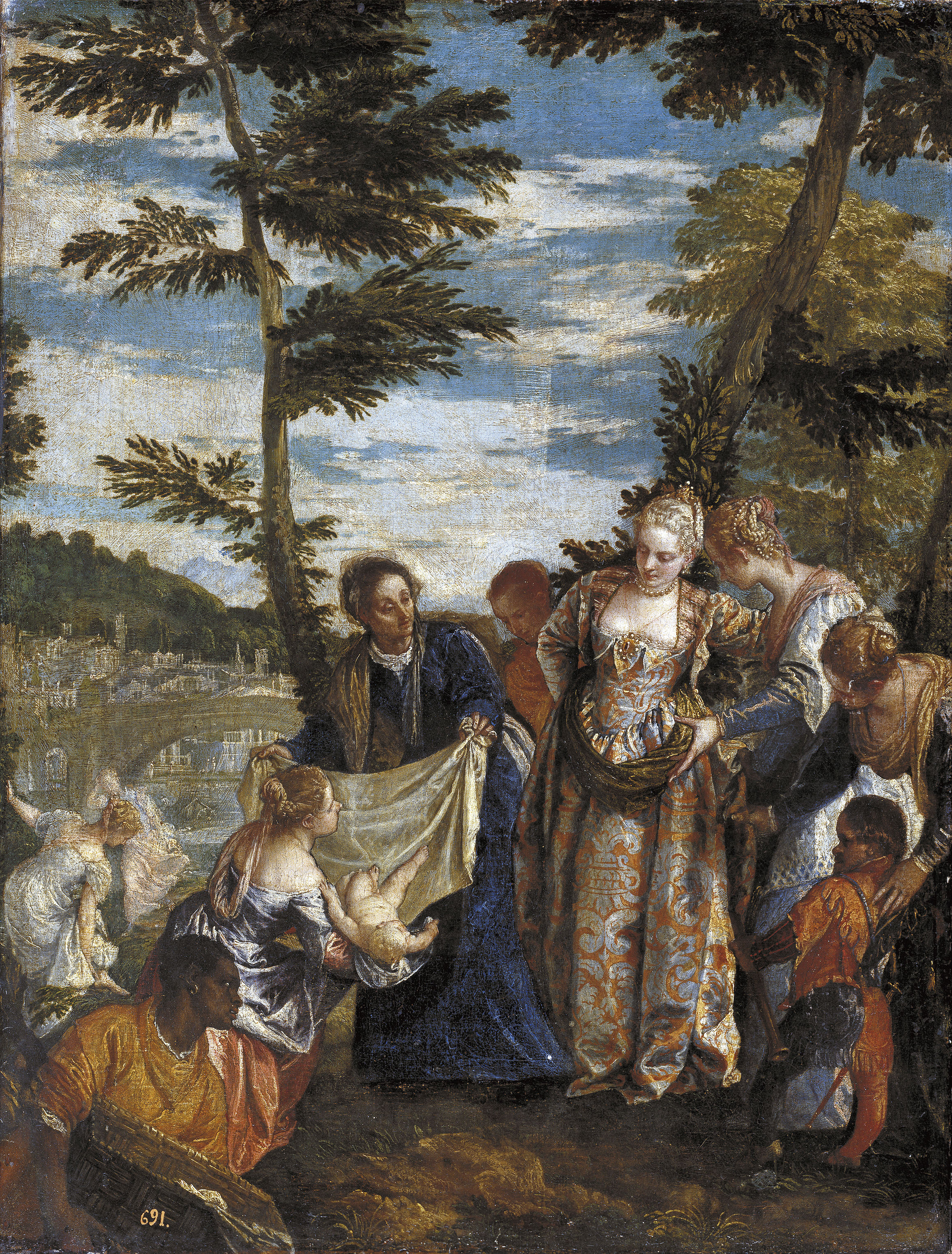
L'un des tableaux de Véronèse sur le thème du sauvetage de Moïse

Le thème de l’enfant abandonné aux flots est récurrent dans la littérature : 
Moïse sauvé des eaux (Livre de l'Exode 2 : 1-10) ou dans l'histoire de Romulus et Remus et Sargon d'Agadé. 

## Histoire de l'œuvre
Le tableau faisait partie de la collection de Jean Néret de la Ravoye, le receveur général de Poitiers à Paris.
L’œuvre est par la suite acquise en 1685 par Louis XIV. Moïse sauvé des eaux fait alors partie de la collection de 10 tableaux les plus chers achetés par le roi (9e sur 10, acquis à 5500 livres, soit environ 220 mille euros). Puis la toile est placée au château de Versailles dès 1695, au moins. 
le tableau apparaît également au musée du Louvre en 1737, date de retour à Versailles, jusqu’en 1784, et est placé au palais du Luxembourg à Paris et exposé par la suite au Muséum central des Arts à partir de 1793.
L’État l’envoie en 1803 au musée des Beaux-Arts de Lyon.

## La restauration du tableau
À son arrivée en 1803, on remarque sur le revers du tableau, portée sur son châssis, l’inscription « réparé en 1789 par monsieur de la Porte ». Peut être s’agit-il de l’ancien rentoilage ou des agrandissements anciens mais non originaux à l’œuvre (sur les quatre côtés et notamment  en haut sur 8 cm on observe des ajouts). À son arrivée au musée l’œuvre comportait également des frisures et des soulèvements.  Pour le réparer, on effectua un repassage et un refrisage avant l’intervention, car il fallut le dépoussiérer, ôter une couche de vernis trop épaisse et irrégulière et ôter également des repeints qui débordaient (le long des agrandissements par exemple, sur la femme en bas à droite). On trouvait également de l’usure sur le haut du tableau. Le vernis fut allégé, les lacunes comblées et réintégrées avant le vernissage final. Les restauratrices Laurence Callegari et Claire Bergeaud effectuèrent le travail en 1988 aux ateliers de Versailles.

## La scène
Le tableau exposé au Musée des Beaux Arts est une œuvre presque entièrement réalisée par Véronèse, on ne verrait la marque des assistants que dans la figure de la femme au centre (femme de pharaon). Rearick, un critique d’art, insiste sur la qualité du tableau, précisant que celui-ci serait une étape préalable à la version monumentale de Dresde.
Le tableau représente une scène biblique (tirée de l’Exode de l'Ancien Testament) et est représenté selon un cycle narratif. La fille de pharaon est blonde, couverte de bijoux et de tissus précieux  propre de la mode vénitienne . Elle jette un regard protecteur sur le nouveau-né, Moïse, que les archers viennent de trouver dans les eaux du  Nil. La fille de Pharaon est entourée de ses servantes et de ses femmes, on trouve également un nain vêtu de rouge. Au loin, on découvre un paysage où l’on distingue une ville et un arc de pont d’architecture contemporaine au peintre. La toile est équilibrée en deux parties et Moïse, la figure centrale, est à la croisée des diagonales et se trouve surmonté par une trouée lumineuse qui attire le regard . 
« La fille du Pharaon regarde avec plaisir le petit Moïse qu’elle a fait retirer de l’eau par un nègre placé au premier plan et que deux femmes lui présentent ; la princesse, accompagnée d’un garde et de plusieurs dames de sa cour, à la main droite posée sur l’épaule gauche de sa principale suivante. » Lépicié dans son Catalogue en 1752.
Cependant, l’inexactitude des costumes d’époque est un défaut commun à l’œuvre de Véronèse et de ses contemporains comme Titien ou Le Tintoret, qui préfèrent habiller les personnages comme à leur époque. Mais la représentation de la scène biblique sert de prétexte à la description somptueuse d’une scène de Cour, par l’effet soyeux des tissus, les coiffures élaborées et les bijoux qui apportent un aspect plus précieux.
Le nain et la servante noire donnent une touche d’exotisme au tableau, cette touche étant très prisée à cette époque.
L’atmosphère dictée par le tableau est crépusculaire, mais la lumière occupe le rôle principal puisque le premier plan coloré contraste avec le fond assez sombre, ou l’artiste peint une ville à l’arrière-plan.
Les coloris du tableau sont vrais, le pinceau facile, les visages sont variés, ce qui donne au tableau toute sa valeur.